# Karstologija
Karstologija - znanstveno bavljenje kršem. Naziv joj dolazi od riječi karst, što je izvorno zemljopisni pojam za slovensko-talijansku pokrajinu Kras, u kojoj je krš prvo znanstveno zapažen i izučen. Od zemljopisnog naziva izraz je prešao put do međunarodnog termina za struku (krasoslovje - karstologija). Obično se za početak karstologije uzima djelo «Das Karstphänomen» (Beč, 1893.) Jovana Cvijića, knjiga koja je prva sistematizirala i na jednom mjestu opisala najvažnije krške pojave: škrape, vrtače, doline, polja i krš jadranske obale. U karstologiji je usvojeno niz izraza koje potječu iz «dinarskih» kultura kao što su dolina, hum, kamenica, polje, ponor i sl.  
Vrlo su rijetki tekstovi u kojima se određuje sistematski položaj karstologije. Panoš[nedostaje izvor] (1995.) je određuje kao nezavisni, integrirani znanstveni sustav individualnih grana koje poduzimaju kompleksna proučavanja područja prekrivena stijenama različita stupnja topljivosti. Znanstveni pandani za druge oblika reljefa su vulkanologija, oceanologija i slični. Leksikoni i važnije enciklopedije područje koje pripada karstologiji većinom pokrivaju disciplinama kao što su geomorfologija, geokemija, hidrologija, hidrogeologija, speleologija, teorije o speleogenezi, itd. No, sasvim je očigledno da za što cjelovitije upoznavanje krša treba uključiti i druga znanstvena područja, koja kroz karstologiju razvijaju svoje posebne specijalnosti. U konačnici, treba težiti izgradnji holističke karstologije.